# Virgilia
Virgilia é um género botânico pertencente à família Fabaceae.